# Верхейен, Ян
Ян Верхейен (нидерл. Jan Verheyen; род. 9 июля 1944, Бельгия) — бельгийский футболист, полузащитник.

## Клубная карьера
Верхейен дебютировал в футболе 1961 году в возрасте 17 лет в команде «Беерсхот». Он быстро стал основным игроком клуба и побыл в нём до 1971 года. С «Беерсхотом» Верхейен дошёл до финала Кубка Бельгии в 1968 году.
В 1971 году Верхейен перешёл в «Андерлехт». Вместе с командой Ян стал чемпионом Бельгии в 1972 и 1974, а затем стал единственным игроком, который выигрывал Кубок Бельгии трижды подряд.
В течение 1975—1978 годов играл в клубе «Юнион». Завершил игровую карьеру в команде «Хогстратен», за которую выступал в течение 1980—1986 годов.

## Карьера в сборной
24 марта 1965 дебютировал в официальных матчах в составе национальной сборной Бельгии.
В составе сборной был участником чемпионата мира 1970 в Мексике, но на поле ни разу не выходил. Через два года участвовал в чемпионате Европы 1972 года в Бельгии, приняв участие в двух матчах.
В 1974 году в решающем матче отбора на чемпионат мира Верхейен забил гол в ворота Нидерландов, который выводил бельгийцев в финал, однако он не был засчитан.
Всего в составе сборной принял участие в 33 матчах.